# 及川麻衣
及川 麻衣（おいかわ まい、1970年1月9日 - ）は、日本の元キャンペーンガール・元女優である。東京都出身。文化学院大学部美術科卒。

## 略歴
- 1991年、東レキャンペーンガールに選ばれ、本名の竜丘麻衣（たつおか まい）で芸能界デビュー。
- 日本エアシステム(JAS)（1991年）、大磯ロングビーチ（1992年）やサントリー生ビール（1993年）などの水着キャンペーンガールに次々と選ばれ、グラビア系トップモデルとして活躍。キャンギャル時代の所属事務所はスプラッシュ。
- 1992年、芸名を「及川麻衣」に改め、徐々に女優業にシフトしていく。
- 映画『乳房』での見事な裸体を含めた妖艶な演技で注目を集め、その後、数多くのTVドラマ・映画に出演した。
- 2003年を最後に活動実績なし、芸能界を引退したものと見られる。一般社団法人映像コンテンツ権利処理機構においては不明権利者とされている[1]。

## 出演

### 映画
- 乳房（1993年）
- 新極道の妻たち 覚悟しいや（1993年）
- 東雲楼 女の乱（1994年）
- 極道の妻たち 危険な賭け（1996年）
- 現代仁侠伝（1997年）- 朱美 役
- ネプチューン in どつきどつかれ（DVD 1998年）
- 突破者太陽傳（2000年）
- 天国から来た男たち（2001年）- 早坂美由紀 役

### テレビドラマ
- NIGHT HEAD
- お茶の間（1993年）
- 大忠臣蔵（1994年）
- 殿さま風来坊隠れ旅 第1話（1994年）
- 火曜サスペンス劇場（日本テレビ）「娘という名の他人」（1994年5月31日） - 三村順子 役
- 暴れん坊将軍VI 第27話「炎上! 大奥の恋」（1995年） - 千勢 役
- TOKYO23区の女「国立市の女」（1996年）
- 恋、した。 第3話「ギムレットの夜」（1997年）
- 世界で一番パパが好き（1998年）
- 食卓から愛をこめて（1998年）- 森田純 役
- らせん（TVドラマ版 1999年）-  高村典子 役
- ナオミ(1999年）
- 小京都ミステリー 第27作「奥州三代嫁姑殺人事件」（2000年） - 桜木知美 役
- 五瓣の椿（2001年）- お高 役
- 土曜ワイド劇場（テレビ朝日）
  - 警視庁女性捜査班（1999年 -2003年） - 浜中久美 役
  - 温泉若おかみの殺人推理 第12作「女王が殺される…と死体が囁いた!」（2003年） - 田島沙也 役
- 女と愛とミステリー「窓際信金マンの事件帳簿」（2002年）

### オリジナルビデオ（Vシネマ）
- もっと過激　ふざけんじゃあネェ!（1994年、東映ビデオ）

### CM
- 大磯ロングビーチ
- JR東日本
- AGF
- 花王
- サントリー

## 作品

### 写真集
- ラッキーエンジェル（1991年10月）撮影：佐藤健
- Vivid Summer（1992年4月、大陸書房）撮影：佐藤健
- THE FIVE DOORS（1992年）撮影：リウミセキ
- 渚のささやき（1995年7月1日　黒田出版興文社）撮影：佐藤健　*『Vivid Summer』の再編集文庫版
- RANMAN（2000年5月）撮影：篠山紀信　ヘアヌード写真集
- UNTUK AWAK（2002年7月） 撮影：沢渡朔　ヘアヌード写真集

### イメージビデオ
- マーメイドスキャンダル（1992年、大陸書房）